# Finstergrund (Bannwald)
Das Gebiet Finstergrund ist ein mit Verordnung vom 4. Dezember 2015 durch die Körperschaftsforstdirektion Freiburg ausgewiesener Bannwald (Schutzgebiet-Nummer 101041) bei Wieden im Landkreis Lörrach in Baden-Württemberg.

## Lage
Das Schutzgebiet befindet sich südöstlich von Graben, einem Wohnplatz von Wieden. Es handelt sich um ein sehr großflächiges Allmendweidfeld an einem SW-exponierten Hang. Das Schutzgebiet liegt im Gemeindewald Wieden und hat die Flurstück-Nr. 087095-000-00470/000.
Der Bannwald ist Teil des FFH-Gebiets Belchen (FFH-Gebiet) und liegt im Biosphärengebiet Schwarzwald.
Der Finstergrundbach fließt durch den Bannwald und mündet dann in den Wiedenbach.
Im Schutzgebiet liegt das Biotop Finstergrundbach SO Wieden mit der Biotopnummer 281133360095 sowie das Biotop Finstergrundbach SO Wieden (2) mit der Biotopnummer 281133367364.

## Vegetation
Im Bannwald kommen laut Waldbiotopkartierung die folgenden Arten vor:
Berg-Ahorn, Bärlauch, Wald-Frauenfarn, Sumpfdotterblume, Wiesen-Schaumkraut, Hänge-Segge, Behaarter Kälberkropf, Wechselblättriges Milzkraut,
Gegenblättriges Milzkraut, Sumpf-Pippau, Rasen-Schmiele, Breitblättriger Dornfarn, Zottiges Weidenröschen, Rotbuche, Mädesüß,
Gemeine Esche, Gemeiner Hohlzahn, Waldmeister, Sumpf-Storchschnabel, Ruprechtskraut, Wiesen-Bärenklau, Großes Springkraut,
Flatter-Binse, Wald-Witwenblume, Gewöhnlicher Gilbweiderich, Wald-Sauerklee, Rohrglanzgras, Eisenhutblättriger Hahnenfuß, Brombeeren,
Fuchssches Greiskraut, Wald-Ziest, Hain-Sternmiere, Große Brennnessel, Weiß-Tanne, Wald-Segge, Gewöhnliche Goldnessel, Hain-Gilbweiderich,
Echte Brunnenkresse, Himbeere, Sal-Weide, Bachbunge.

## Schutzzweck
Der Schutzzweck des Bannwalds ist gemäß Schutzgebietsverordnung
- Die in den durch ihre Nutzungsgeschichte geprägten Bergmischwäldern des Südschwarzwalds einen vom Menschen unbeeinflussten Ablauf der natürlichen Prozesse zu gewährleisten (Prozessschutz) und hierüber die Eigendynamik natürlicher oder naturnaher Ökosysteme einschließlich der Standorte sowie der sich daraus ergebenden Vielfalt an charakteristischen Lebensräumen, Tieren, Pflanzen und anderen Organismen auf Dauer zu schützen.
- Die Bannwälder dienen neben dem Schutz von Natur und natürlichen Prozessen insbesondere auch der Erhaltung genetischer Ressourcen sowie der wissenschaftlichen Beobachtung und Erforschung.

## Betreuung
Wissenschaftlich betreut wird der Bannwald durch die Forstliche Versuchs- und Forschungsanstalt Baden-Württemberg (BVA).